# Písečný vrch (České středohoří)
Písečný vrch je geologicky, archeologicky a botanicky významný kopec a přírodní rezervace v Českém středohoří. Nachází se jihovýchodně od Bečova v okrese Most v Ústeckém kraji.
Kopec s nadmořskou výškou 318 metrů převyšuje okolní krajinu asi o 55 metrů. Geologicky se jedná o pozůstatek jádra třetihorního vulkánu, značně sníženého erozí. Písečný vrche je archeologickým nalezištěm, na němž byly objeveny doklady lidské činnosti od paleolitu po střední dobu bronzovou.
Lokalita je silně poznamenána těžbou surovin ve dvacátém století. V polovině 20. století byla na severní straně kopce zřízena pískovna. V šedesátých letech pak začala průmyslová těžba křemence, který vrch pokrýval v podobě tisíců velkých světlých balvanů vytvářejících na travnatém kopci zdaleka viditelnou scenérii. Těžba křemence užívaného při výrobě polovodičů a laboratorních skel probíhala do roku 1993, kdy byl křemenec na Písečném vrchu prakticky odtěžen.
Přírodní rezervace byla vyhlášena k ochraně teplomilných druhů rostlin a živočichů a k zachováni významné geologické lokality. Z chráněných rostlin zde rostou kavyly a kozince. Je zde rovněž kolonie sysla obecného a též se zde vyskytuje kalous pustovka.

## Pravěk

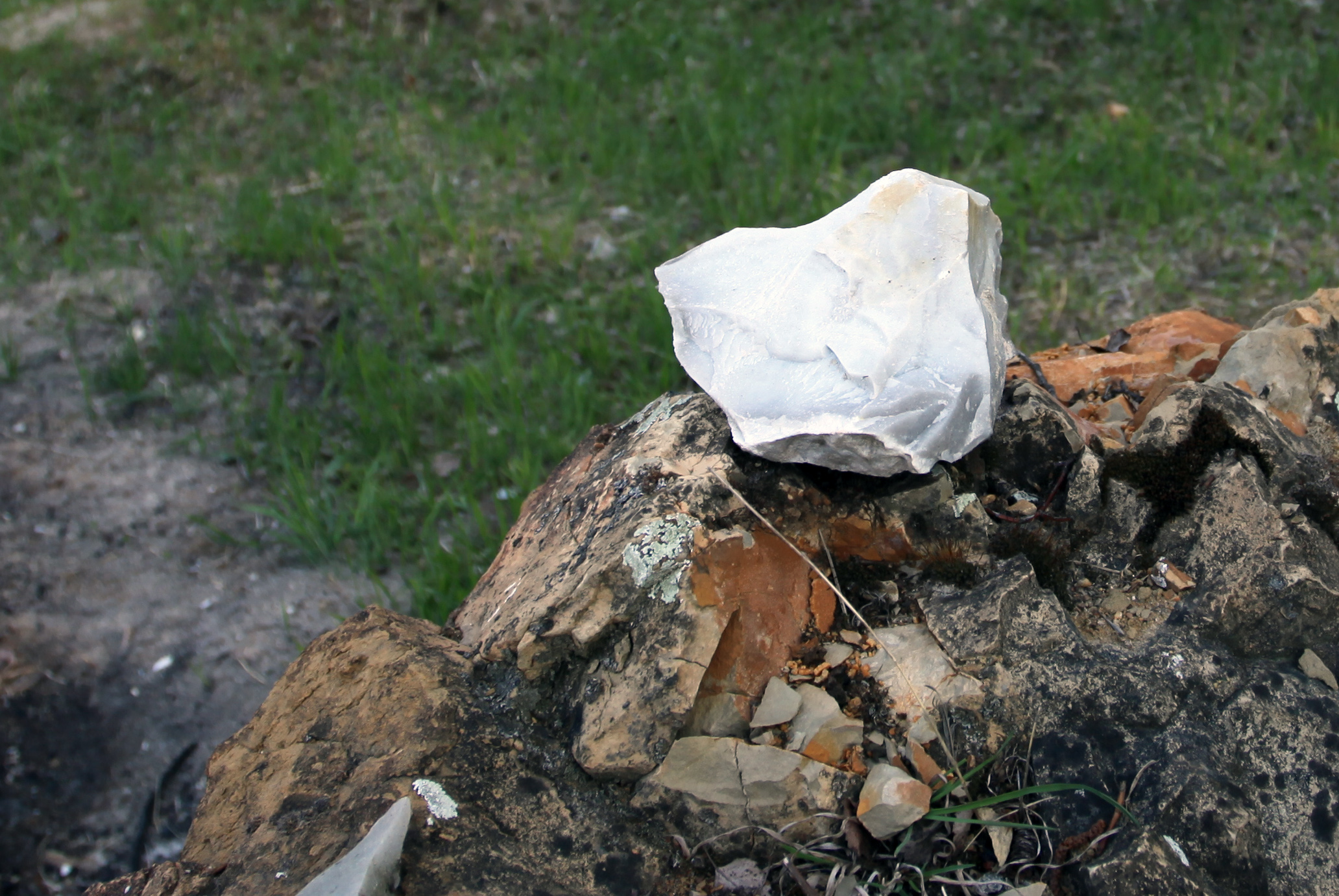
Bílý křemenec cukrového vzhledu v lomu na Písečném vrchu

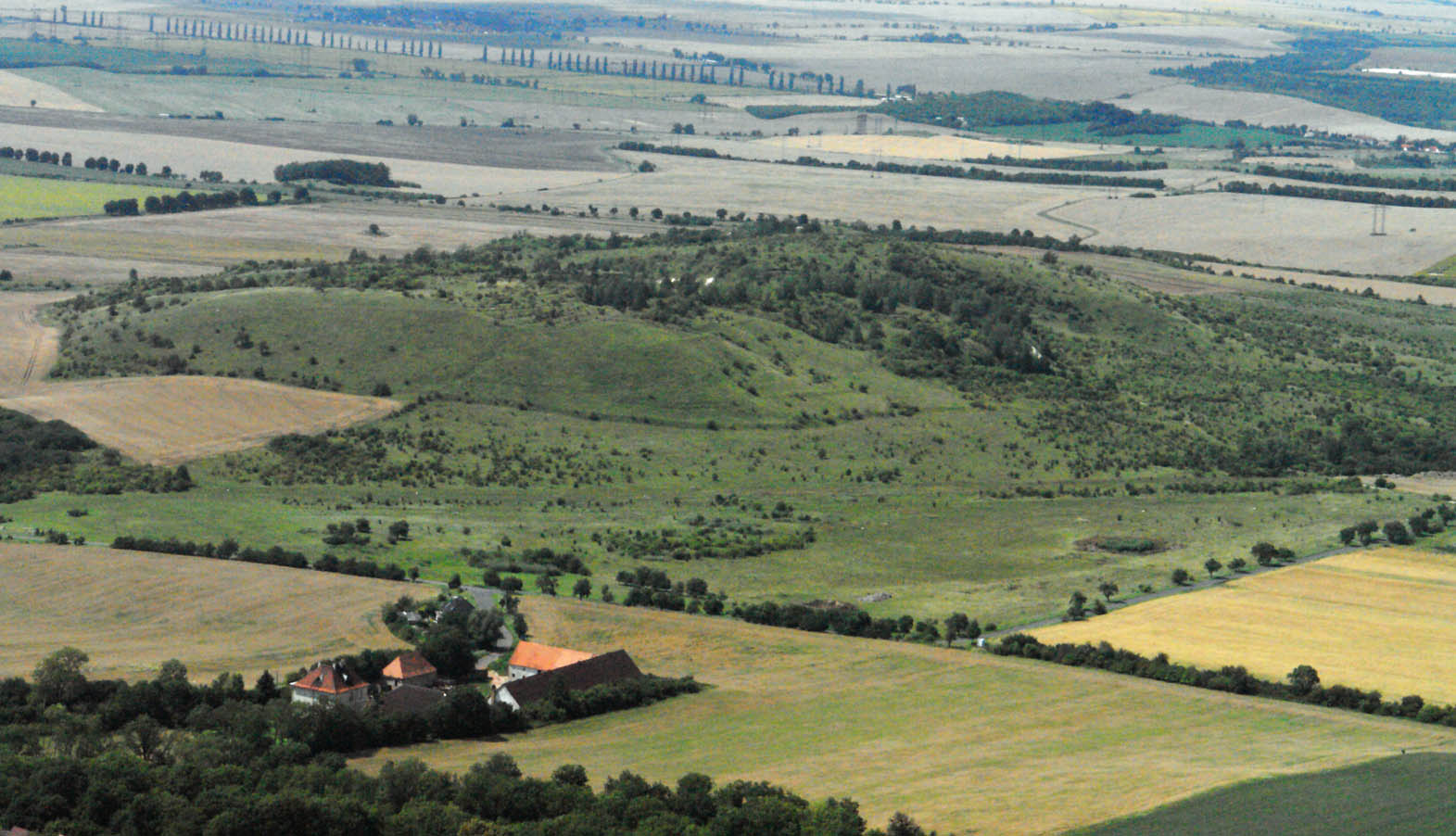
Písečný vrch

Při těžbě křemence zde na přelomu 60. a 70. let 20. století probíhal záchranný archeologický výzkum. Ten zde odhalil nejstarší známý křemencový lom v Evropě. Člověkem doby kamenné byl jemnozrnný sedimentární křemenec cukrovitého vzhledu používán k výrobě nástrojů, neboť se dobře štípal a měl ostré hrany. Nástroje vyráběl sbíjením kamene o kámen.
Hrubší druhy na západní straně kopce se těžily ještě v době bronzové jako surovina k výrobě ručních rotačních drtidel na obilí – žernovů. Z doby staršího paleolitu zde byly odkryty pozůstatky lidského příbytku zahloubeného pod zem a uprostřed opatřeného ohništěm staré přibližně 250 tisíc let. Patrně zde přebýval neandertálec a příbytek je považován za nejstarší lidské obydlí v České republice. Nejprozkoumanější je osídlení Písečného vrchu z doby středního paleolitu. Z té doby bylo odkryto velké množství nálezů – kamenných nástrojů nebo jejich úštěpů.
V mladším paleolitu se ze zdejšího křemence vyráběly čepele nožů dlouhé 20–30 cm, které byly nalezeny až v oblasti Durynska. Na Písečném vrchu byly odkryty polotovary a dílny. Kamenné nástroje z Písečného vrchu byly nalezeny například v sídlišti pravěkých lidí v Mlazicích na Mělnicku, což je vzdušnou čarou cca 55 km daleko. Zatímco kamenné výrobky nalezené pod dvacetimetrovou vrstvou usazených sprašových hlín v cihelně v Sedlci u Prahy si ponechaly původní svěží podobu, kamenné nástroje nalezené na opukové pláni v Mlazicích, vystavené 250 tisíc let povětrnosti ztratily písečnou abrazí ostré hrany a získaly matný povrch a barevnou patinu. Zbraně a nástroje z Bečovského křemence mívají hnědožlutou až hnědočervenou patinu zasahující do hloubky až 3 mm. Tloušťka patinované vrstvy může sloužit pro odhad stáří nalezených artefaktů.
Archeologický výzkum byl v roce 1972 z finančních důvodů přerušen. V roce 2005 zde proběhl další archeologický výzkum. Písečný vrch je od roku 1974 archeologickou kulturní památkou.

## Historie
Chráněné území vyhlásil Okresní úřad Most s účinností od 4. září 1996. V období před rokem 2010 byly stepní trávníky v rezervaci koseny a občas byly odstraňovány nálety dřevin. Nedostatečný rozsah zásahů se však projevil zarůstáním vrchu křovinami, šířením třtiny křovištní (Calamagrostis epigejos) a hromaděním stařiny na místech s mezofilním charakterem prostředí.

## Přírodní poměry
Přírodní rezervace s rozlohou 39,16 hektaru leží v nadmořské výšce 270–318 metrů v Českém středohoří. Nachází se v katastrálním území Bečov u Mostu.

### Geologie

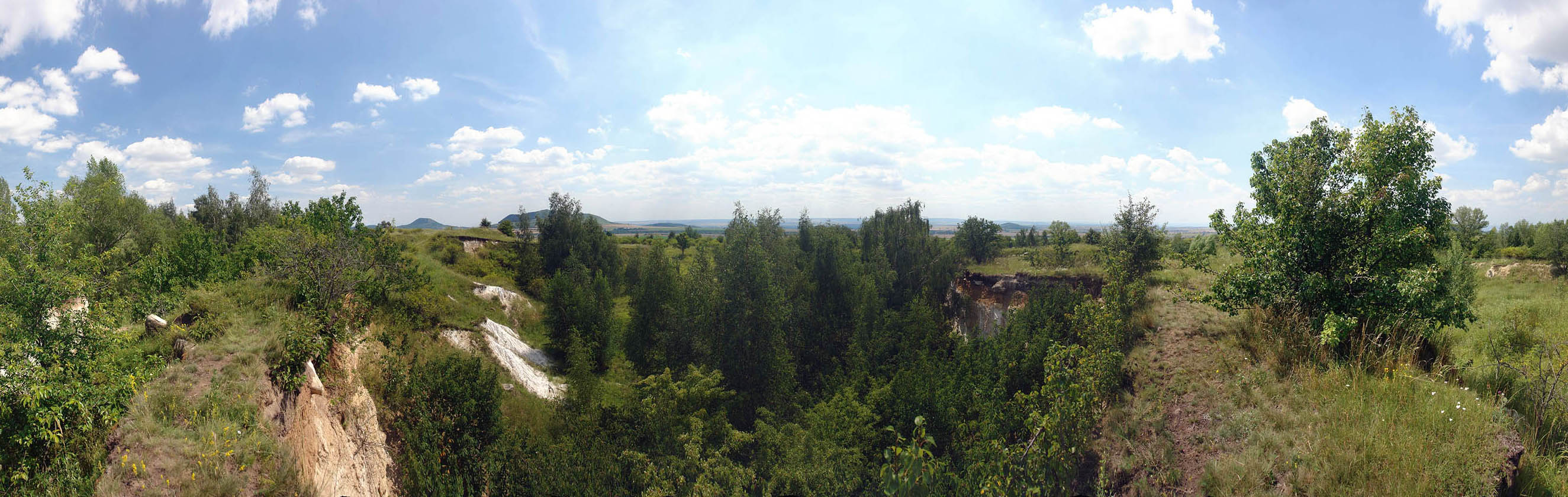
Lom na Písečném vrchu

Při geologickém průzkumu bylo zjištěno, že kopec je pozůstatkem hrdla třetihorní maarové sopky. Sopečná láva tehdy prorazila až několik metrů silnou povrchovou vrstvu křemence. Tlakem byl křemenec rozdrcen na jednotlivé bloky, které se zřítily zpět do jícnu sopky. Tvoří ho čedičová komínová brekcie a na okrajích došlo díky erozi měkčích materiálů k odkrytí až dvoumetrových křemencových bloků, které od pravěku až do odtěžení v šedesátých letech pokrývaly travnatý kopec jako „zkamenělé stádo ovcí“.

### Flora

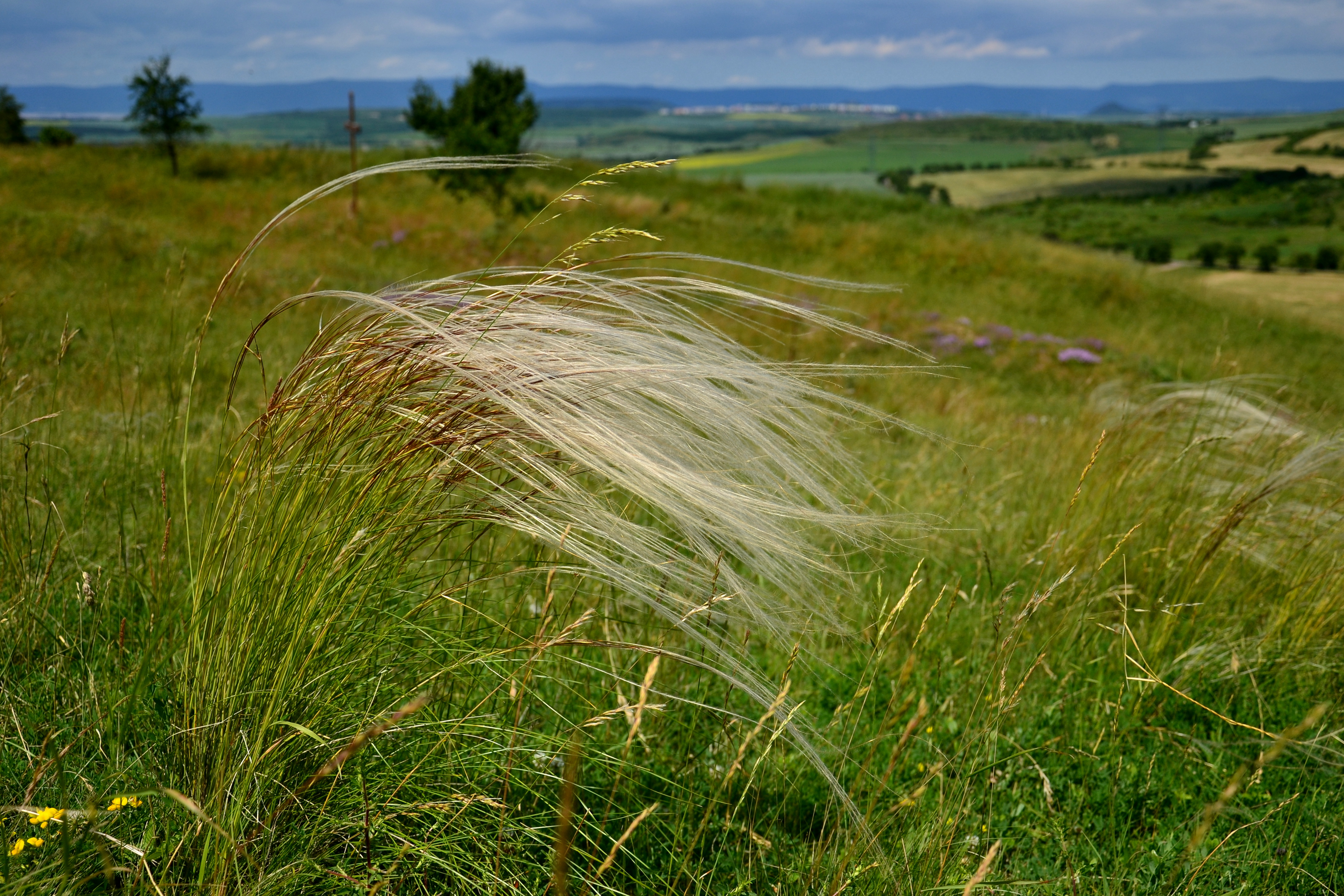
Kavyl na Písečném vrchu

Vegetace Písečného vrchu měla na začátku holocénu charakter kontinentální stepi, jejíž podobu utvářela pastva velkými savci a později cílená hospodářská pastva. Díky ní patří většina chráněných druhů rostlin k reliktní stepní floře.
V širokolistých suchých trávnících se vyskytují ohrožené druhy (podle vyhlášky č. 395/92 Sb.) hlaváček jarní (Adonis vernalis) a sasanka lesní (Anemone sylvestris). V úzkolistých suchých trávnících rostou silně ohrožené druhy kozinec rakouský (Astragalus austriacus), kozinec bezlodyžný (Astragalus exscapus), kavyl chlupatý (Stipa dasyphylla), kavyl sličný (Stipa pulcherrima), kavyl tenkolistý (Stipa tirsa), dále ohrožené druhy kozinec dánský (Astragalus danicus), len tenkolistý (Linum tenuifolium), kavyl Ivanův (Stipa pennata), divizna brunátná (Verbascum phoeniceum), modřenec tenkokvětý (Muscari tenuiflorum) a hvězdnice zlatovlásek (Aster linosyris).
K dalším ohroženým nebo významným druhům rostlin v rezervaci patří pelyněk pontický (Artemisia pontica), mateřídouška časná (Thymus praecox), ostřice nízká (Carex humilis), řebříček štětinolistý (Achillea setacea), sesel roční (Seseli annuum), černohlávek velkokvětý (Prunella grandiflora) nebo violka skalní (Viola tricolor).
Specifickým prostředím jsou ruderální stanoviště v okolí nor, bývalé těžební jámy a odvaly. Na nich roste například rýt žlutý (Reseda lutea), pamětník rolní (Acinos arvensis), pýr prostřední (Elytrigia intermedia) nebo hulevník vysoký (Sisymbrium altissimum). Vliv kyselého podloží v místech postižených erozí umožňuje výskyt druhů jako je vřes obecný (Calluna vulgaris), trojzubec poléhavý (Danthonia decumbens), psineček obecný (Agrostis capillaris) a plavuň vidlačka (Lycopodium clavatum).

### Fauna
Písečný vrch je také lokalitou s výskytem řady unikátních a reliktních druhů hmyzu, vázaných na stepní biotopy a prostředí opuštěného lomu. Dlouhodobé bezlesí naznačuje výskyt brouků z čeledi střevlíkovitých (Carabiadae). Zářezy lomu a místa s řídkou vegetací vyhledávají různé druhy blanokřídlého hmyzu, z nichž řada byla v Čechách zaznamenána poprvé právě na Písečném vrchu. K ohroženým druhům motýlů v rezervaci patří např. okáč skalní (Chazara briseis), okáč metlicový (Hipparchia semele), okáč šedohnědý (Hyponephele lycaon) nebo žlutá aberace vřetenušky ligrusové (Zygaena carniolica). Z obratlovců se na vrchu vyskytuje ještěrka obecná (Lacerta agilis), užovka hladká (Coronella austriaca), pěnice vlašská (Sylvia nisoria), ťuhýk obecný (Lanius collurio) a před rokem 2010 bylo pozorováno několik párů kriticky ohroženého strnada lučního (Emberiza calandra).

## Ochrana přírody
Předmětem ochrany jsou druhy a biotopy úzkolistých suchých trávníků s vegetací blízkou kavylové stepi. Druhým cenným biotopem lokality jsou širokolisté trávníky s vegetací typickou (hlaváček jarní, sasanka lesní) pro západní část Českého středohoří. Cílem péče je obnovení a udržení pastvy, posílení funkce lokality jako přirozeného biocentra, zabezpečení podmínek pro udržení a dlouhodobé přežívání reliktních druhů, popř. návrat druhů, které v důsledku absence vhodného hospodaření na lokalitě vyhynuly.

## Přístup
Na Písečný vrch vede odbočka z modře značené turistické trasy z Bělušic do Lenešic a od severu odbočuje na Písečný vrch polní cesta ze silnice mezi Bečovem a Hrádkem. Při této cestě se pod vrcholem nachází malý lom, s výskytem křemencových balvanů.